# Microcarpeae
Microcarpeae Miq., 1857  è una tribù di piante angiosperme appartenenti alla famiglia delle Phrymaceae.

## Etimologia
Il nome della tribù deriva dal suo genere tipo Microcarpaea R. Br., 1810 la cui etimologia deriva da due parole greche: "mikros" (= piccolo) e "karpos" (= frutto) e fa riferimento ai frutti e ai semi delle specie di questo genere.
Il nome scientifico è stato definito botanico olandese Friedrich Anton Wilhelm Miquel (24 ottobre 1811 – 23 gennaio 1871) nella pubblicazione "Flora van Nederlandsch Indie - Fl. Ned. Ind. 2: 700. 31 Dec 1857." del 1857.

## Descrizione
- Il portamento delle specie di questa tribù è erbaceo annuale acquatico o semi-acquatico. Le piante sono glabre con fusti eretti o prostrati normali o corti e ridotti; in genere molto ramificati. In Glossostigma e altre specie il fusto ha una sezione quadrangolare a causa della presenza di fasci di collenchima posti nei quattro vertici. Sono presenti stoloni snelli e striscianti derivati dalle ascelle delle foglie oppure sono i fusti sono radicanti ai nodi (Microcarpaea).[1][5][6][7]
- Le foglie, in genere piccole, lungo il caule sono disposte in modo opposto. Sono presenti anche specie con portamento rosulato. Le foglie sono sessili o brevemente picciolate. La lamina ha delle forme da lineari-oblunghe a lineari-oblanceolate, oppure sono spatolate o orbicolari, ottuse con margini interi.
- Le infiorescenze sono di tipo racemoso. I fiori, disposti alle ascelle delle foglie, sono sessili o distintamente pedicellati.
- I fiori sono ermafroditi, da debolmente a fortemente zigomorfi e tetraciclici (ossia formati da 4 verticilli: calice– corolla – androceo – gineceo) e pentameri (i verticilli del perianzio hanno 5 elementi).

- Formula fiorale. Per la famiglia di queste piante viene indicata la seguente formula fiorale:

x K (5), [C (2+3), A 2+2], G (2), supero, capsula.
- Il calice, più o meno attinomorfo e gamosepalo, è rigonfio ed è formato da un tubo campanulato terminante con 3 - 4 - 5 lobi con una forme da strettamente ovoidi a deltate-ovoidi; i lobi a volte sono molto più corti del tubo e possono essere cigliati sui margini. La superficie in corrispondenza dei denti è percorsa da 5 coste (o angoli) longitudinali. Il tubo è diviso quasi ad un terzo della sua lunghezza.

- La corolla gamopetala è tubolosa (subcampanulata), snella e filiforme, in cima è allargata ma quasi senza lobi o con 4 lobi subuguali. In altre specie è fortemente bilabiata (zigomorfa) con un tubo molto corto e struttura 1/3: il labbro inferiore è formato da 3 lobi, quello superiore da due petali fusi ed è eretto. La corolla può presentarsi subruotata. Il colore della corolla varia da blu a biancastro oppure è rosa.

- L'androceo è formato da 2 stami che rappresentano i due abassiali, raramente sono 4 (Glossostigma) ma in questo caso quelli adassiali sono ridotti a staminoidi. Gli stami sono sporgenti o inclusi (Microcarpaea). I filamenti in alcune specie hanno alla base delle ginocchia clavate (Peplidium). Le antere sono formate da due teche separate. Il polline è tricolpato.

- Il gineceo è bicarpellare (sincarpico - formato dall'unione di due carpelli connati) ed ha un ovario supero con forme da ovoidi a globose. L'ovario è biloculare con placentazione parietale/assile. Lo stilo è filiforme e unico inserito all'apice dell'ovario con stigma in genere bifido (bilobo con lobi ineguali) a volte piegato in avanti e a forma di lingua.

- I frutti sono delle capsule uniloculari con deiscenza loculicida con forme leggermente appiattite. I semi sono numerosi (o pochi) con le teste appena reticolate, rugose o lisce a volte con 4 coste longitudinali.

## Riproduzione
- Impollinazione: l'impollinazione avviene tramite insetti (impollinazione entomogama) o il vento (impollinazione anemogama).[1]
- Riproduzione: la fecondazione avviene fondamentalmente tramite l'impollinazione dei fiori (vedi sopra).
- Dispersione: i semi cadendo (dopo aver eventualmente percorso alcuni metri a causa del vento - dispersione anemocora) a terra (o sull'acqua) sono dispersi soprattutto da insetti tipo formiche (disseminazione mirmecoria).

## Distribuzione e habitat
La distribuzione delle specie di questa tribù comprende una fascia che dall'Africa tropicale arriva fino all'Australia settentrionale passando per l'India.

## Tassonomia
La famiglia di appartenenza di questo gruppo (Phrymaceae) comprende 13 generi con meno di 200 specie La tribù Microcarpeae è una delle tribù nella quale è divisa la famiglia.
La descrizione di questa tribù tradizionalmente era compresa (anche se come incertae sedis) nella famiglia delle Scrophulariaceae (secondo la classificazione ormai classica di Cronquist), mentre ora con i nuovi sistemi di classificazione filogenetica (classificazione APG) è stata assegnata alla famiglia delle Phrymaceae. Anche la circoscrizione interna della tribù ha subito delle revisioni: alcuni generi inizialmente descritti all'interno della tribù (Bryodes, Bythophyton, Dintera, Encopella, Hemianthus, Micranthemum e Psammetes) sono ora stati inseriti nelle famiglie Plantaginaceae-Veronicaceae.

### Composizione della tribù
La tribù comprende 4 generi e circa 16 specie:
| Genere                            | Numero specie                                 | Distribuzione                                |
| --------------------------------- | --------------------------------------------- | -------------------------------------------- |
| Elacholoma F. Muell. & Tate, 1895 | 2                                             | Australia centrale e Queensland              |
| Glossostigma Wight & Arn., 1836   | 5                                             | Australia, Nuova Zelanda, Africa e India     |
| Microcarpaea R. Br., 1810         | Una specie: Microcarpaea minima (Koen.) Merr. | Asia tropicale                               |
| Peplidium Delile, 1813            | 4 - 9 specie                                  | Zone tropicali dell'Africa, Asia e Australia |

### Filogenesi

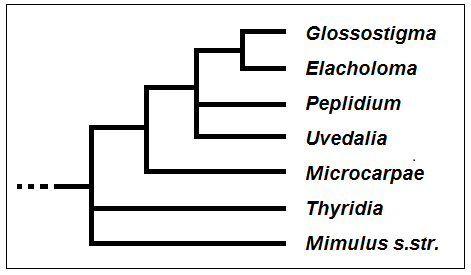
Cladogramma della tribù

In base ad alcune ricerche sul DNA di tipo filogenetico la circoscrizione della tribù andrebbe rivista. Dallo studio citato risulta che il genere Mimulus non è monofiletico. Secondo la circoscrizione tradizionale del genere al suo interno si trovano nidificate diverse specie appartenenti a generi diversi: Hemichaena, Berendtiella (è un sinonimo di Hemichaena) e Leucocarpus. Inoltre alcune sue sezioni formano un clade separato con alcuni generi di questa tribù come Glossostigma e Peplidium.
Uno studio cladistico ancora più recente ha suddiviso la famiglia Phrymaceae in quattro cladi. Alla tribù di questa voce ai quattro generi già presenti andrebbero aggiunti altri due nuovi generi:
- Thyridia W.R. Barker & Beardsley, 2012 con una specie (Thyridia repens  (R. Br.) W.R. Barker & Beardsley) - Distribuzione: Australia e Nuova Zelanda
- Uvedalia R. Br., Prodr., 1810 con 2 specie - Distribuzione: Australia e alcune isole del Pacifico

Inoltre è da aggiungere il genere Mimulus s.str. ridotto solamente a 7 specie con una distribuzione cosmopolita.
Il cladogramma a lato tratto dallo studio citato e semplificato mostra l'attuale struttura della tribù (revisionata con le ultime ricerche).

## Infiorescenze

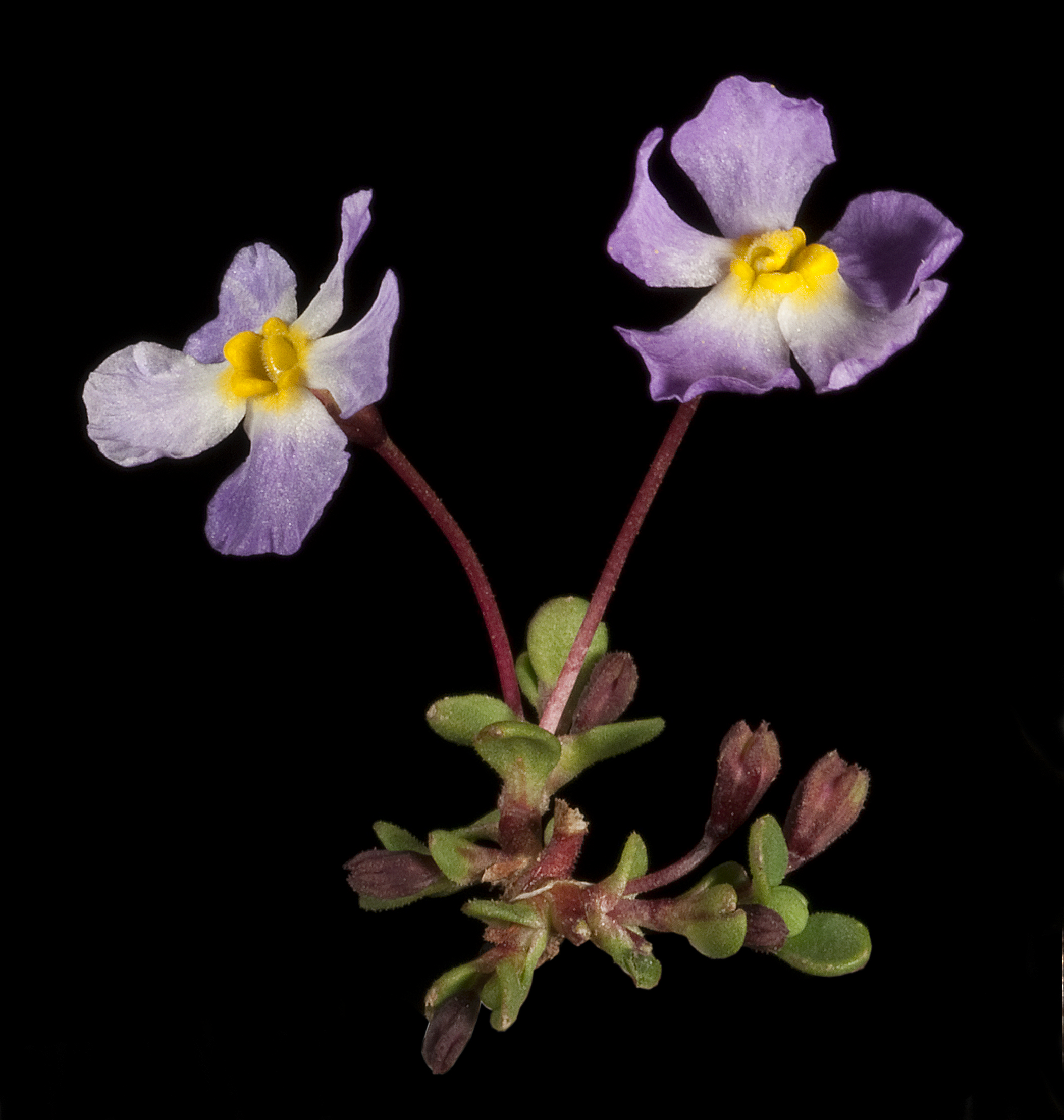
Peplidium
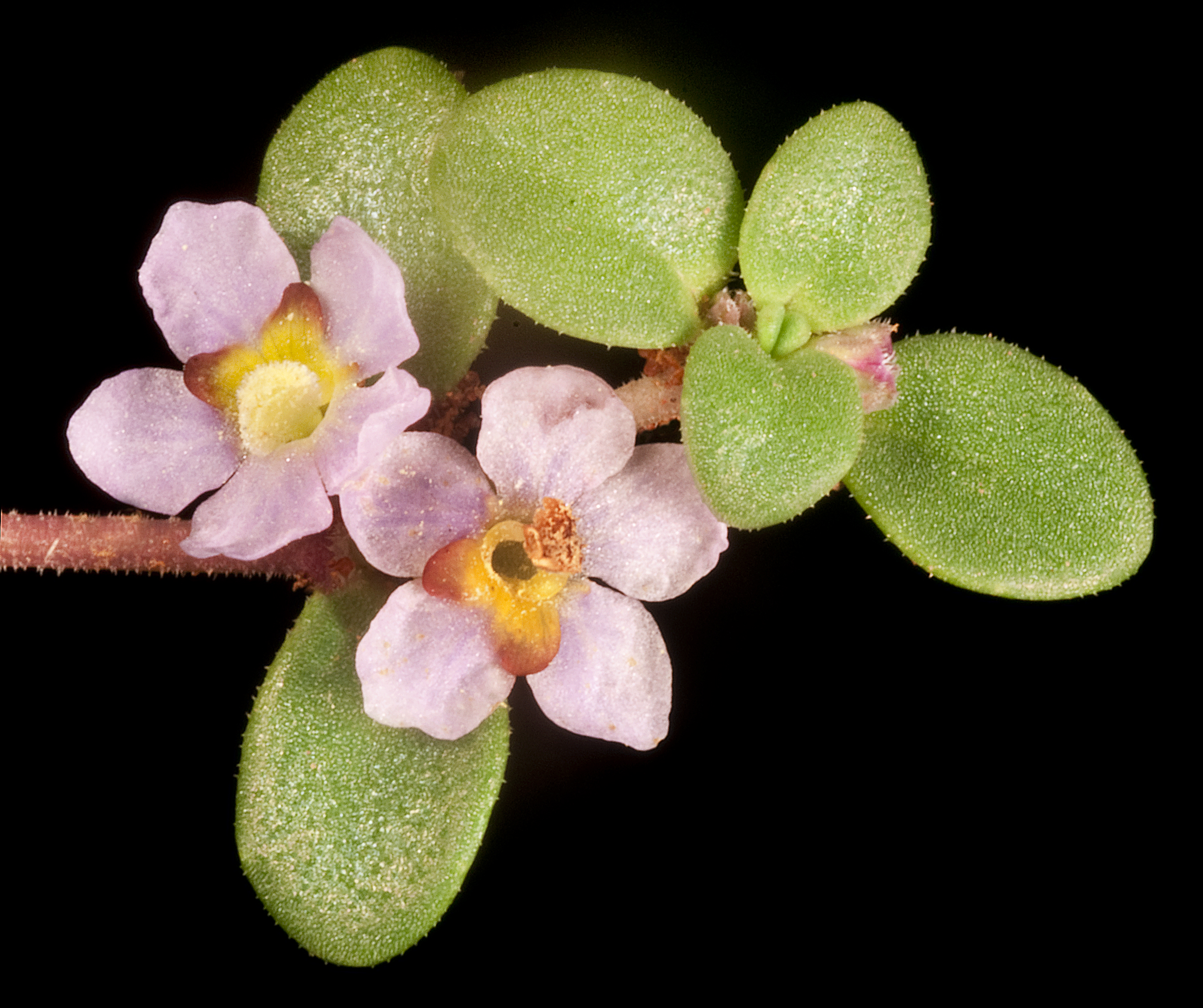
Glossostigma